# ريتش باري
ريتش باري (بالإنجليزية: Rich Barry)‏ هو لاعب كرة قاعدة أمريكي، ولد في 12 سبتمبر 1940 في بيركيلي في الولايات المتحدة.

## وصلات خارجية
- ريتش باري على موقع دوري كرة القاعدة الرئيسي (الإنجليزية)
- ريتش باري على موقعبيزبول رفرنس.كوم (الدوري الرئيسي) (الإنجليزية)
- ريتش باري على موقعبيزبول رفرنس.كوم (الدوري الثانوي) (الإنجليزية)
- ريتش باري على موقع إي إس بي إن.كوم (أم.أل.بي) (الإنجليزية)
- ريتش باري على موقع مشجعي الرسوم البيانية (الإنجليزية)